# Union baptiste de Papouasie-Nouvelle-Guinée
L’Union baptiste de Papouasie-Nouvelle-Guinée (anglais : Baptist Union of Papua New Guinea) est une association chrétienne évangélique d'églises baptistes en Papouasie-Nouvelle-Guinée. Elle est affiliée à l’Alliance baptiste mondiale. Son siège est situé à Mount Hagen.

## Histoire
L’Union baptiste de Papouasie-Nouvelle-Guinée a ses origines dans une mission des Ministères baptistes australiens en 1850. Elle est officiellement fondée en 1977. Selon un recensement de l’association, en 2023 elle disait avoir 493 églises et 84,700 membres.

## Écoles
La convention compte 40 écoles primaires rassemblées dans la Baptist Education Agency .
Elle compte 2 instituts de théologie .

## Services de santé
La convention a 3 hôpitaux .